# Канделаріо
Канделаріо (ісп. Candelario) — муніципалітет в Іспанії, у складі автономної спільноти Кастилія-і-Леон, у провінції Саламанка. Населення — 1010 осіб (2010).
Муніципалітет розташований на відстані близько 170 км на захід від Мадрида, 65 км на південь від Саламанки.

## Демографія
Динаміка населення (INE ):

## Зовнішні посилання
- Офіційна вебсторінка [Архівовано 9 лютого 2021 у Wayback Machine.]
- Провінційна рада Саламанки: індекс муніципалітетів [Архівовано 23 квітня 2009 у Wayback Machine.]
- Канделаріо [Архівовано 29 червня 2011 у Wayback Machine.]
- Посилання на Google Maps